# Calamoclostes oculeus
Calamoclostes oculeus is een insectensoort uit de familie Archembiidae, die tot de orde webspinners (Embioptera) behoort. 
Calamoclostes oculeus is voor het eerst wetenschappelijk beschreven door Ross in 2001.